# Hans Oud
Hendrik Emile (Hans) Oud (Rotterdam, 5 oktober 1919 – Hemelum, 2 augustus 1996) was een Nederlands ingenieur, architect en publicist.

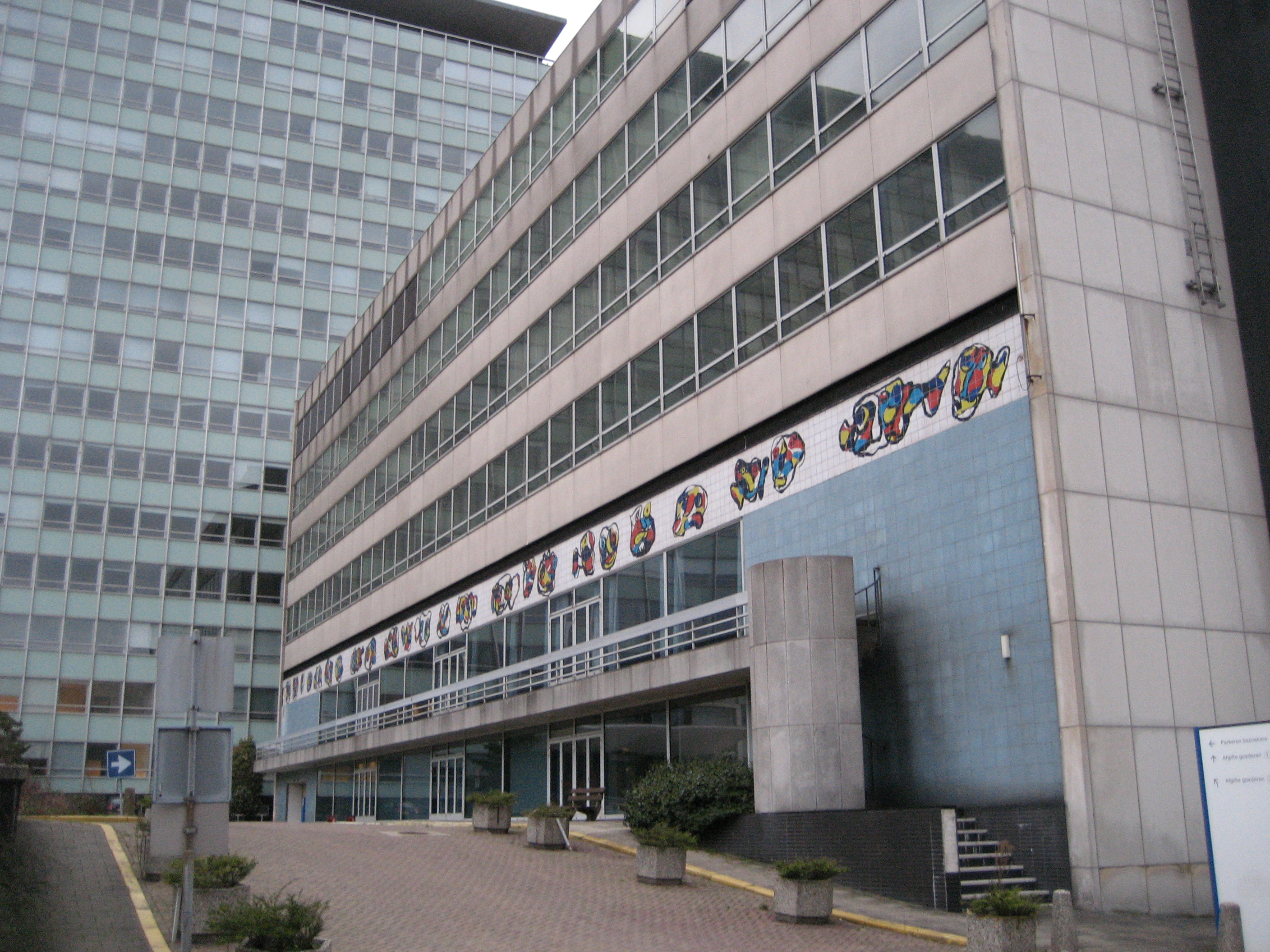
Den Haag, Oostduinweg -ontwerp van Hans Oud (1968)

Hij was enig kind van de architect J.J.P. Oud en zijn vrouw Annie Dinaux. Hij werkte in de jaren ’50 en begin jaren ’60 intensief samen met zijn vader, maar was daarnaast ook actief als zelfstandig architect. Als zodanig werkte hij samen met architect-ingenieur Sem Aardewerk (1929-1995). Net als zijn vader was hij een ‘architect met de pen’; zo schreef hij voor het tijdschrift Bouw en verscheen in 1984 van hem een biografie van zijn vader, getiteld J.J.P. Oud, architekt 1890-1963. Feiten en herinneringen gerangschikt.

## Publicaties
- H.E. Oud (1950) ‘Wegbakening op autosnelwegen’, Bouw, 5e jaargang, nummer 35, p. 588-590.
- H.E. Oud (1952) ‘Nieuw hoofdkantoor voor de Spaarbank te Rotterdam, Bouw, 6e jaargang, nummer 19, pp. 319-321.
- H.E. Oud (1962) ‘Hoe denken onze architecten over figurale of - non-figurale kunst in relatie tot de bouwkunst. Is de vraagstelling wel juist?’, Tijdschrift voor Architectuur en Beeldende Kunsten, 29e jaargang, nummer 17, p. 333.
- Hendrik Emile Oud (1984) J. J. P. Oud : architekt 1890-1963, feiten en herinneringen gerangschikt [diss.], 's-Gravenhage: Nijgh & Van Ditmar.

## Werken
- Bio Herstellingsoord, Wekeromseweg 6, Arnhem (in samenwerking met J.J.P. Oud). 1951-1960.
- Nederlands Congresgebouw, Churchillplein 10, Den Haag (in samenwerking met J.J.P. Oud). 1956-1969.
- Uitbreiding Shellkantoor, Wassenaarseweg 80, Den Haag (in samenwerking met J.J.P. Oud; onuitgevoerd). 1959.
- Stadhuis, Almelo (in samenwerking met J.J.P. Oud). 1962-1973.
- Ontvangstruimte van centrale verwarmings firma De Vries Robbé (in samenwerking met S. Aardewerk). 1964.